# Triumfetta
Triumfetta is een geslacht uit de kaasjeskruidfamilie (Malvaceae). Het geslacht telt ongeveer zeventig soorten die voorkomen in (sub)tropische regio's.

## Soorten
- Triumfetta abutiloides A.St.-Hil.
- Triumfetta acracantha Hochr.
- Triumfetta actinocarpa S.Moore
- Triumfetta albida (Domin) Halford
- Triumfetta althaeoides Lam.
- Triumfetta amuletum Sprague
- Triumfetta angolensis Sprague & Hutch.
- Triumfetta annua L.
- Triumfetta antrorsa Halford
- Triumfetta antunesii Sprague & Hutch.
- Triumfetta appendiculata F.Muell.
- Triumfetta aquila Halford
- Triumfetta arborescens (Seem.) Sprague
- Triumfetta arnhemica Halford
- Triumfetta aspera Halford
- Triumfetta attenuata Lay
- Triumfetta barbosa Lay
- Triumfetta benguelensis Wawra & Peyr.
- Triumfetta benguetensis Sprague
- Triumfetta bicornuta Turcz.
- Triumfetta bogotensis DC.
- Triumfetta brachistacantha Standl.
- Triumfetta brachyceras K.Schum.
- Triumfetta brachypetala Turcz.
- Triumfetta bradshawii F.Muell.
- Triumfetta breviaculeata Halford
- Triumfetta brevipes S.Watson
- Triumfetta calycina Turcz.
- Triumfetta calzadae Fryxell
- Triumfetta cana Blume
- Triumfetta carteri Halford
- Triumfetta caudata Triana & Planch.
- Triumfetta centralis Halford
- Triumfetta chaetocarpa F.Muell.
- Triumfetta chihuahuensis Standl.
- Triumfetta cinerea Halford
- Triumfetta cladara Halford
- Triumfetta clementii (Domin) Rye
- Triumfetta clivorum Halford
- Triumfetta columnaris Hochr.
- Triumfetta cordifolia A.Rich.
- Triumfetta coriacea Hochr.
- Triumfetta coronata Halford
- Triumfetta cucullata Fernald
- Triumfetta dekindtiana Engl.
- Triumfetta delicatula Sprague & Hutch.
- Triumfetta denticulata R.Br. ex Benth.
- Triumfetta deserticola Halford
- Triumfetta digitata (Oliv.) Sprague & Hutch.
- Triumfetta dilungensis Adamska & Lisowski
- Triumfetta dioica Brandegee
- Triumfetta discolor Rose
- Triumfetta echinata Halford
- Triumfetta eriophlebia Hook.f.
- Triumfetta falcifera Rose
- Triumfetta ferruginea Lay
- Triumfetta fissurata Halford
- Triumfetta flavescens Hochst. ex A.Rich.
- Triumfetta galeottiana Turcz.
- Triumfetta geoides Welw. ex Mast.
- Triumfetta glabra Spreng.
- Triumfetta glabrior (Sprague & Hutch.) Cheek
- Triumfetta glaucescens R.Br. ex Benth.
- Triumfetta glechomoides Welw. ex Mast.
- Triumfetta goldmanii Rose
- Triumfetta gonophora W.W.Thomas & McVaugh
- Triumfetta gossweileri Exell & Mendonça
- Triumfetta grandidens Hance
- Triumfetta grandiflora Vahl
- Triumfetta grandistipulata Wild
- Triumfetta graveolens Blume
- Triumfetta guaranitica Villa
- Triumfetta guazumicarpa Fryxell
- Triumfetta guerrerensis Gual, S.Peralta & Diego
- Triumfetta hapala Halford
- Triumfetta heliocarpoides Bullock
- Triumfetta heptaphylla Exell
- Triumfetta heterocarpa Sprague & Hutch.
- Triumfetta heudelotii Planch. ex Mast.
- Triumfetta hundtii Exell & Mendonça
- Triumfetta incana Halford
- Triumfetta indurata W.W.Thomas & McVaugh
- Triumfetta inermis Halford
- Triumfetta jaegeri Hochr.
- Triumfetta japonica Makino
- Triumfetta johnstonii F.Muell.
- Triumfetta katangensis R.Wilczek
- Triumfetta keniensis R.E.Fr.
- Triumfetta kenneallyi Halford
- Triumfetta kirkii Mast.
- Triumfetta kochii Fryxell
- Triumfetta kundelungensis Adamska & Lisowski
- Triumfetta lappula L.
- Triumfetta lebrunii R.Wilczek
- Triumfetta lepidota K.Schum.
- Triumfetta leptacantha F.Muell.
- Triumfetta likasiensis De Wild.
- Triumfetta litticola Halford
- Triumfetta longicoma A.St.-Hil.
- Triumfetta longicornuta Hutch. & M.B.Moss
- Triumfetta longipedunculata Halford
- Triumfetta maconochieana Halford
- Triumfetta macrocoma K.Schum.
- Triumfetta malebarica J.Koenig ex Rottb.
- Triumfetta marsupiata Halford
- Triumfetta martinezalfaroi Gual & F.Chiang
- Triumfetta marunguensis R.Wilczek
- Triumfetta matudae Lundell
- Triumfetta mearnsii De Wild.
- Triumfetta medusae W.W.Thomas & McVaugh
- Triumfetta mellina Halford
- Triumfetta mexiae C.V.Morton & Lay
- Triumfetta micracantha F.Muell.
- Triumfetta mitchellii Halford
- Triumfetta mollissima Kunth
- Triumfetta monstrosa Halford
- Triumfetta nigricans F.M.Bailey
- Triumfetta novogaliciana Fryxell
- Triumfetta nutans Halford
- Triumfetta obliqua Roth
- Triumfetta obtusicornis Sprague & Hutch.
- Triumfetta oenpelliensis Halford
- Triumfetta oligacantha Hochr.
- Triumfetta orthacantha Welw. ex Mast.
- Triumfetta paniculata Hook. & Arn.
- Triumfetta pannosa R.Br. ex Halford
- Triumfetta paradoxa (Welw. ex Hiern) Sprague & Hutch.
- Triumfetta parviflora Benth.
- Triumfetta pedunculata De Wild.
- Triumfetta pentandra A.Rich.
- Triumfetta persimilis Lay
- Triumfetta pilosa Roth
- Triumfetta plumigera F.Muell.
- Triumfetta procumbens G.Forst.
- Triumfetta propinqua Halford
- Triumfetta prostrata Halford
- Triumfetta purpusii Standl.
- Triumfetta pustulata Halford
- Triumfetta ramosa Sprague & Hutch.
- Triumfetta reflexa W.Fitzg.
- Triumfetta repens (Blume) Merr. & Rolfe
- Triumfetta reticulata Wild
- Triumfetta rhodoneura K.Schum.
- Triumfetta rhomboidea Jacq.
- Triumfetta rotundifolia Lam.
- Triumfetta rubiginosa Halford
- Triumfetta rupestris Halford
- Triumfetta ryeae Halford
- Triumfetta saccata Halford
- Triumfetta sampaioi Monteiro
- Triumfetta scandens K.Schum.
- Triumfetta semitriloba Jacq.
- Triumfetta sericata Lay.
- Triumfetta setulosa Mast.
- Triumfetta shinyangensis Verdc.
- Triumfetta simplicifolia (Sessé & Moc.) Fryxell
- Triumfetta simulans Halford
- Triumfetta socorrensis Brandegee
- Triumfetta sonderi Ficalho & Hiern
- Triumfetta speciosa Seem.
- Triumfetta stellata Lay
- Triumfetta suffruticosa Blume
- Triumfetta sylvicola Halford
- Triumfetta tenuipedunculata Wild
- Triumfetta tenuiseta Halford
- Triumfetta tomentosa Bojer ex Bouton
- Triumfetta trachystema K.Schum.
- Triumfetta triandra Sprague & Hutch.
- Triumfetta trichocarpa Hochst. ex A.Rich.
- Triumfetta trifida Sprague & Hutch.
- Triumfetta trigona Sprague & Hutch.
- Triumfetta trisecta Halford
- Triumfetta villosiuscula Blume
- Triumfetta viridis Halford
- Triumfetta welwitschii Mast.
- Triumfetta winneckeana F.Muell.
- Triumfetta youngii Exell & Mendonça

... · 
Abelmoschus · 
Abroma · 
Abutilon · 
Acaulimalva · 
Acropogon · 
Akrosida · 
Allosidastrum · 
Allowissadula · 
Apeiba · 
Ayenia · 
Bakeridesia · 
Adansonia (Baobab) · 
Alcea · 
Althaea (Heemst) · 
Anisodontea · 
Anoda · 
Argyrodendron · 
Bastardia · 
Berrya · 
Bombax · 
Brachychiton · 
Brownlowia · 
Burretiodendron · 
Byttneria · 
Callirhoe · 
Carpodiptera · 
Cavanillesia · 
Ceiba · 
Chiranthodendron · 
(Chorisia) · 
Cola · 
Colona · 
Commersonia · 
Corchorus · 
Craigia · 
Cristaria · 
Cullenia · 
Diplodiscus · 
Dombeya · 
Duboscia · 
Durio · 
Entelea · 
Eremalche · 
Eriolaena · 
Eriotheca · 
Firmiana · 
Franciscodendron · 
Fremontodendron · 
Fuertesimalva · 
Glyphaea · 
Gossypium (Katoenplant) · 
Grewia · 
Guichenotia · 
Gynatrix · 
Gyranthera · 
Hampea · 
Hannafordia · 
Helicteres · 
Heliocarpus · 
Herissantia · 
Heritiera · 
Hermannia · 
Hibiscadelphus · 
Hibiscus · 
Hildegardia · 
Hoheria · 
Horsfordia · 
Howittia · 
Huberodendron · 
Iliamna · 
Keraudrenia · 
Kleinhovia · 
Kokia · 
Kosteletzkya · 
Kostermansia · 
Kydia · 
Lagunaria · 
Lasiopetalum · 
Lavatera · 
Lawrencia · 
Lebronnecia · 
Luehea · 
Lysiosepalum · 
Macrostelia · 
Malacothamnus · 
Malope · 
Malva (Kaasjeskruid) · 
Malvaviscus · 
Malvella · 
Matisia · 
Megistostegium · 
Melhania · 
Melochia · 
Microcos · 
Nayariophyton · 
Nesogordonia · 
Ochroma · 
Pachira · 
Palaua · 
Pavonia · 
Pentace · 
Pentaplaris · 
Phragmotheca · 
Phymosia · 
Pseudobombax · 
Pterospermum · 
Pterygota · 
Quararibea · 
Radyera · 
Reevesia · 
Rhodognaphalon · 
Robinsonella · 
Rulingia · 
Scaphium · 
Scaphopetalum · 
Schoutenia · 
Scleronema · 
Senra · 
Sida · 
Sidalcea · 
Sparrmannia · 
Sphaeralcea · 
Sterculia · 
Symphyochlamys · 
Talipariti · 
Theobroma · 
Thespesia · 
Thomasia · 
Tilia (Linde) · 
Triplochiton · 
Triumfetta · 
Trochetia · 
Trochetiopsis · 
Urena · 
Waltheria · 
Wercklea · 
Wissadula · 
...